# Карл Великий
Карл Вели́кий (Карл I; лат. Carolus Magnus или Karolus Magnus, нем. Karl der Große, фр. Charlemagne; 2 апреля 742/747 или 748 — 28 января 814, Ахенский дворец) — король франков с 768 года (в южной части с 771 года), король лангобардов с 774 года, герцог Баварии c 788 года, император Запада с 800 года.
Основатель империи Каролингов, «Отец Европы» (лат. Pater Europae), впервые после падения Римской империи объединивший бо́льшую часть Западной и Центральной Европы, он ещё при жизни получил от своего современника Алкуина прозвание «маяка христианского мира». Его правление положило начало Каролингскому возрождению. «Великим», как считается, Карл именовался ещё при жизни (например, в современных ему «Анналах королевства франков» и «Жизни Карла Великого» Эйнхарда). По имени Карла династия Пипинидов получила название Каролингов. От его имени, по мнению М. Фасмера, возможно произошло славянское слово «король».
Карл Великий — старший сын Пипина Короткого и Бертрады Лаонской — стал королём франков в 768 году после смерти отца. Первоначально правил совместно с братом Карломаном. Став в 771 году единоличным правителем, Карл Великий продолжил политику Пипина Короткого в отношении папства и стал защитником христианской церкви не только в своих владениях, но и в соседних с Франкским государством землях. Он завоевал Лангобардское королевство в Италии и долгие годы воевал с маврами мусульманской Испании. Во время Саксонских войн франки обращали местных жителей в христианство, осуществляя христианизацию с помощью казней, переселений населения и других репрессий. Наибольшего могущества Карл Великий достиг в 800 году, когда был коронован «императором римлян» папой Львом III на Рождество в базилике Святого Петра в Риме.
Восточная церковь относилась к Карлу Великому менее благосклонно из-за поддержки им филиокве и того, что папа римский предпочёл его в качестве императора женщине-монарху, правительнице Византийской империи Ирине. Эти и другие споры, ставшие частью длительного конфликта между Римом и Константинополем, привели к Великому расколу 1054 года.
Карл Великий умер в 814 году. Он был похоронен в Ахенском соборе в столице Франкской империи, городе Ахене. Карл был женат, по меньшей мере, четыре или пять раз, и у него было, как минимум, 18 детей, в том числе трое законных сыновей, доживших до совершеннолетия, но только самый младший из них, Людовик I Благочестивый, пережил отца и стал его преемником.

## Биография

### Место и год рождения
Карл Великий был старшим сыном Пипина Короткого и Бертрады Лаонской, родившимся до их канонического брака. Биограф Карла Эйнхард сообщал, что ему не удалось найти сведения о рождении и детстве Карла, но в другом месте он отмечал, что король франков скончался на 72-м году жизни, то есть он должен был родиться в 742 году. Однако, по мнению немецкого историка Карла Фердинанда Вернера, составляя жизнеописание императора франков, Эйнхард, скорее всего, подражал Светонию, ошибочно указавшему в «Жизни цезарей», что 72 года прожил Октавиан Август. В несохранившейся ахенской эпитафии было написано, что Карл умер на 70-м году жизни: то есть он должен был появиться на свет в 744 году, что, по справедливому замечанию немецкого историка Дитера Хэгерманна, являлось следствием приверженности библейской традиции. В раннесредневековых «Анналах Петау» под 747 годом сообщается: «В этом году родился король Карл». В них же под 751 годом упоминается о рождении младшего брата Карла, Карломана, и эта дата сомнению не подвергается. Однако в 1992 году другой немецкий историк Матиас Бехер обратил внимание, что автор «Анналов Петау» пользовался в летоисчислении т. н. пасхальным стилем, согласно которому началом нового года является день Пасхи, сделав на этом основании вывод о появлении Карла на свет 2 апреля 748 года.
Место рождения Карла Великого также точно неизвестно. Возможно, это произошло в окрестностях Ахена, в Жюпиле, Ингельхайме или Кьерси. Высказываются мнения, что и другие города могли быть родиной Карла, хотя предположения не подкреплены достаточно надёжными свидетельствами исторических источников.

### Начало правления. Смерть Карломана
Когда Карл был ребёнком, законность династии, узурпировавшей трон Меровингов, оставалась под вопросом. Дабы обеспечить беспрепятственную передачу власти, 28 июля 754 года Карл и его брат Карломан были помазаны на царство в церкви аббатства Сен-Дени папой римским Стефаном II (III), а после смерти Пипина Короткого вступили вместе на престол. По разделу с братом наследства отца Карл получил во владение земли в форме обширного полумесяца, идущего от Аквитании до Тюрингии, через бо́льшую часть Нейстрии и Австразии, через Фризию и Франконию и со всех сторон охватывающие владения брата Карломана. Резиденцией Карла был Нуайон, а Карломана — Суассон.
Предположительно, братья не ладили между собой, несмотря на старания матери их сблизить. Многие из окружения Карломана старались рассорить братьев и даже довести дело до войны. В 769 году один из сеньоров с юго-запада по имени Гунольд (возможно, сын Вайфара) поднял восстание западных аквитанцев и басков, Карл был вынужден один отправиться на подавление мятежа, так как Карломан отказался присоединиться к нему со своим войском. Несмотря на это, Карл принудил Гунольда бежать в Гасконь, затем перешёл Гаронну и добился у герцога Лупа II выдачи беглеца.
Опасаясь сговора между Карломаном и королём лангобардов Дезидерием, Карл сблизился со своим двоюродным братом, герцогом Баварии Тассилоном III, ставшим зятем лангобардского короля, и сам в 770 году, по совету матери, женился на дочери Дезидерия Дезидерате, отставив на второй план свою законную жену (а по версии Эйнхарда, любовницу) Химильтруду, успевшую родить ему сына Пипина. Конфликт мог перерасти в войну между сыновьями Пипина Короткого, однако 4 декабря 771 года Карломан умер в Самусси (по одной из версий, от обильного носового кровотечения), и был погребён в Реймсе. Карл привлёк на свою сторону наиболее близких Карломану деятелей и захватил наследство брата. Его невестка Герберга и племянник Пипин, родившийся в 770 году, нашли убежище у Дезидерия.

### Начало войны с саксами
Вскоре после смерти брата, Карл начал войну с саксами, ставшую самой продолжительной и ожесточённой войной за период его царствования. Прекращаясь и возобновляясь вновь, она продолжалась тридцать три года, до 804 года, и стоила франкам наибольших потерь. Граница с саксами почти везде проходила по голой равнине, и потому была неопределённой. Ежедневно происходили убийства, грабежи и пожары. Раздражённые этим франки на сейме в Вормсе сочли необходимым начать против соседей войну. В июле 772 года Карл в первый раз вторгся в Саксонию, разрушил крепость Эресбург и низверг языческую святыню — священное дерево Ирминсуль.

### Вторжение в Италию
В 771 году Карл развёлся с Дезидератой, отправил её к отцу и женился на внучке герцога алеманнов Готфрида Хильдегарде из рода Агилольфингов. В 772 году у Карла родился сын от Хильдегарды, получивший тоже имя Карл. Дезидерий принял вызов, и с первых дней 772 года потребовал от папы Адриана I помазания на царство сына Карломана Пипина и возобновил начатое его предшественниками наступление на Папскую область. Папа обратился за помощью к Карлу, отправив к нему своего эмиссара Петра, который из-за блокады границ лангобардами добрался до двора короля франков морским путём через Марсель.
В сентябре 773 года собранная Карлом в Женеве франкская армия, численность которой, по подсчётам американского историка Бернарда Стэнли Бахраха, составляла от 30 до 40 тыс. чел., направилась к Альпам. Лангобарды закрыли и укрепили перевалы, и Карл решился на обходной манёвр. По тайным тропам франкский отряд пробрался к врагу с тыла и одним своим появлением произвёл общее замешательство в лангобардском войске, вызвав бегство сына короля Дезидерия, Адельхиза. Есть указание, что папа успел посеять измену как в войске короля лангобардов, так и в его владениях, и что именно это обстоятельство стало причиной весьма слабого сопротивления. Опасаясь окружения, Дезидерий покинул перевалы и отступил к своей столице Павии, рассчитывая отсидеться за её толстыми стенами; его сын Адельхиз с вдовой и детьми Карломана укрылся в Вероне. Франки с боем преследовали врага, по пути овладев многочисленными городами Ломбардии. Оставив часть сил под Павией, Карл с остальным войском подступил в феврале 774 года к Вероне. После короткой осады город сдался, выдав франкам племянников и их мать.

### Карл — король лангобардов
2 апреля 774 года франки подошли к Риму, и папа Адриан I устроил там Карлу торжественную встречу. Отметив в Риме Пасху, Карл отнёсся к первосвященнику с величайшим почтением: прежде чем подойти к руке Адриана, он поцеловал ступени лестницы храма Святого Петра. Ко многим городам, подаренным папе его отцом, он обещал прибавить новые дарения (это обещание потом не выполнив). В начале июня, не выдержав тягот осады, Дезидерий вышел из Павии и подчинился победителю. Карл завладел столицей лангобардов и королевским дворцом. Так пало королевство лангобардов, их последний король был пленником отведён во Франкское государство, где его заставили постричься в монахи, вероятно, в аббатстве Корби, а его сын Адельхиз бежал в византийские владения. Приняв 5 июня 774 года титул «короля франков и лангобардов» (лат. rex Francorum et Langobardorum), Карл начал вводить в Италии франкское устройство и соединил Галлию и Италию в одно государство.
В 776 году Карл должен был снова прибыть в Италию для усмирения восстания. Получив послание папы Адриана I о том, что герцоги Арехис II Беневентский, Гильдепранд Сполетский и Ротгауд Фриульский вступили в союз с византийцами и намереваются возвести на трон Адельхиза, правитель франков быстро собрал войско и двинулся в Италию. Однако обвинения папы в мятеже подтвердились лишь в отношении герцога Фриуля, что не сумев оказать королю серьёзного сопротивления, погиб в одном из первых же боёв. Уже вскоре восстание лангобардской знати было подавлено, а многие мятежники, лишившиеся земель и имущества, были переселены в другие области франкского государства.

### Продолжение войны с саксами
Пока франки воевали в Италии, возмущённые уничтожением своих святынь саксы вторглись в северную часть Гессена, разорив там несколько христианских монастырей, в том числе во Фрицларе, а также располагавшуюся поблизости резиденцию епископа Бюрабург. В августе 775 года во главе большой армии Карл углубился на территорию саксов больше обычного, достиг земли остфалов и дошёл до реки Окер, взял заложников и оставил сильные гарнизоны в Эресбурге и Сигибурге. Затем он разгромил вестфалов при Брунсберге, однако в ответ саксы уничтожили крупные силы франков в Хидбеке (совр. Любек). Следующей весной под натиском саксов пал Эресбург, после чего Карл изменил тактику, решив создать «укреплённый рубеж» (марку), который должен был предохранять франков от вторжений саксов. В 776 году он, вновь укрепив Эресбург и Сигибург, построил новую крепость Карлсбург и оставил в пограничной зоне священников для обращения язычников-саксов в христианскую веру, которое вначале шло довольно успешно. В 777 году саксы опять были разбиты, и тогда большинство саксонских этелингов признало Карла своим повелителем на собрании в Падерборне.

### Ронсевальская битва
В 777 году Карл принял мусульманского губернатора Сарагосы Сулеймана аль-Араби, прибывшего просить его о помощи в борьбе против эмира Кордовы Абд ар-Рахмана. Карл согласился, но в 778 году, оказавшись в Испании во главе огромной армии, он потерпел неудачу под Сарагосой, где его предали вчерашние союзники. Тогда франки двинулись в Васконию, захватили и разрушили христианскую Памплону, что вызвало гнев басков. На обратном пути, в Ронсевале, когда войско двигалось растянутым строем, как к тому вынуждали горные теснины, баски устроили засаду на вершинах скал и напали сверху на отряд, прикрывавший обоз, перебив всех до последнего человека. Рядом с командующим отрядом Роландом пали сенешаль Эггихард и граф двора Ансельм. Эйнхард подчёркивает, что только арьергард обоза франков и те, кто шёл в самом конце отряда, были разбиты. В оригинальной версии Анналов королевства франков, составленной в 788—793 годах, в событиях, относящихся к 770-м годам, вообще нет упоминаний об этом сражении. Сказано лишь то, что «после того как были переданы заложники от Ибн-Аль-Араби, Абутария и многих сарацин, после разрушения Памплоны, покорения басков и наварров, Карл вернулся на территорию Франкии». В исправленной версии Анналов, составленной вскоре после смерти Карла, также нет упоминания об этой битве. Но имеется новый важный пассаж: «Возвращаясь, [Карл] решил пройти через ущелье Пиренейских гор. Баски, устроив засаду на самом верху того ущелья, привели в большое смятение всё войско [Карла]. И хотя франки превосходили басков, как оружием, так и храбростью, однако превосходство то было побеждено благодаря неровности места и невозможности для франков вести сражение. В той битве многие из приближённых, которых король поставил во главе своего войска, были убиты, обоз был разграблен; враг же, благодаря знанию местности, тотчас рассеялся в разные стороны». Эйнхард же в своей работе (это третье описание Ронсевальской битвы) делает два основных изменения. Он заменяет «всё войско» из переписанной версии Анналов франкского королевства на «тех, кто шёл в самом конце отряда» и перечисляет только трёх из знатных франков, которые пали в битве (Эггихард, Ансельм и Руотланд, то есть Роланд (префект бретонской марки) герой эпоса «Песни о Роланде»). Точная дата сражения — 15 августа — известна благодаря эпитафии Эггихарду, стольнику Карла: «она произошла в восемнадцатый день сентябрьских календ». Спустя двадцать лет при описании тех же событий неизвестный переписчик Анналов вставляет такое сообщение, о котором в ранних текстах нет никакого упоминания. По-видимому, привлечение внимания к этому событию было для него важным. Скорее всего, все подробности взяты им из более поздних текстов. Он говорит, что в бой вступило все франкское войско и утверждает, что было убито множество франкских предводителей. Это была настоящая катастрофа. Поражение повергло в панику готских христиан в Испании, среди которых франкское вторжение породило большие надежды, и многие из них укрылись от исламского господства во Франкском государстве.

### Видукинд становится во главе сопротивления саксов
По возвращении Карла ждали и другие неприятности: саксы-вестфалы, объединившись вокруг Видукинда, который в 777 году не явился в Падерборн, а бежал к датскому королю Зигфриду (Сигифриду), забыли свои клятвы и показное обращение и снова начали войну. В 778 году перейдя границу у Рейна, они поднялись по правому берегу этой реки до Кобленца, всё выжигая и грабя на своём пути, а затем, нагруженные богатой добычей, почти без препятствий возвратились назад. Лишь один франкский отряд догнал саксов у Лейсы и нанёс незначительный урон их арьергарду. В 779 году Карл вторгся в Саксонию и прошёл почти всю страну вплоть до Везера, нигде не встречая сопротивления. Вновь, как и прежде, в его лагерь явилось множество саксов, которые дали заложников и клятву в верности. Однако король уже не верил в их миролюбие.
Следующий поход 780 года был подготовлен Карлом более тщательно. Вместе со своей армией и священнослужителями Карлу удалось продвинуться до самой Эльбы — границы между саксами и славянами. К этому времени у Карла уже был стратегический план, сводившийся, в целом, к покорению всей Саксонии через христианизацию. В этом начинании Карлу очень помог англосакс Виллегад, приступивший к активному насаждению новой веры. Всю Саксонию Карл разделил на административные округа, во главе которых поставил графов.
782 год был вновь посвящён саксонским делам. Для усмирения славян-сорбов, напавших на пограничные земли Саксонии и Тюрингии, Карл направил войско, в состав которого входили и верные Карлу саксы. Но как раз в это время из Дании вернулся Видукинд. Вся страна немедленно восстала, сведя на нет все достижения Карла. Множество франков и саксов, принявших новую веру, было перебито, христианские храмы разрушены. Карл вновь потерпел неудачу, поскольку им не была учтена приверженность саксов к своей собственной вере. Войско, посланное против сорбов, попало в засаду возле Везера и было почти полностью перебито мятежниками в сражении у горы Зюнтель, причём среди павших было несколько графов и даже камерарий и маршал Карла. Одновременно усилилось недовольство нововведениями Карла и во Фризии.

### Военные действия в Аквитании и Испании
В Аквитании с 779 года Карл Великий начал расселять королевских вассалов и систематически направлять туда графов из числа франков. В 781 году он возвёл Аквитанию в ранг королевства и посадил на её трон своего нового сына от королевы Хильдегарды, появившегося на свет 3 года назад и получившего меровингское имя Людовик. Аквитания должна была стать обширным плацдармом в борьбе против пиренейских басков и против мусульман Испании. С той же целью он создал графство Тулузу и Септиманию и поставил во главе её в 790 году своего родственника герцога Гийома. В 790-е годы новым королём Людовиком были предприняты кратковременные походы за Пиренеи, в результате чего появился укреплённый рубеж Испанская марка, состоящий из пограничной области с городами Жироной, Урхелем и Виком.
Карл Великий, невзирая на создание королевства Аквитании, отказался от всякого вмешательства в этом регионе, даже в тех случаях, когда города и целые области (Урхель, Жирона, Сердань) заявляли о желании встать под его покровительство, или когда в 793 году эмир Кордовы Хишам I совершил рейд до Нарбонна и поставил в трудное положение герцога Гийома. Франки вновь вернули себе инициативу только в самом конце века (с 799 года власть франков распространилась на Балеарские острова), а первого успеха добились лишь в 801 году, когда король Аквитании Людовик захватил арабский город Барселону и сделал её сначала центром графства, а затем всей Испанской марки, расширившей свои границы (к 804—810 годам) до Таррагоны и горных плато к северу от Эбро. В 806 году была подчинена Памплона.

### Папа освящает назначение сыновей Карла королями
В 781 году, в те же дни, когда Людовик стал королём Аквитании, Карл учредил для четырёхлетнего Карломана, другого своего сына, рождённого ему Хильдегардой, «королевство Италию», и 15 апреля 781 года, по просьбе Карла, папа Адриан в Риме освятил это назначение, одновременно с посвящением Людовика. Ребёнок получил по этому случаю королевское имя Пипин, что фактически исключало из наследования его единокровного брата, сына Химильтруды, уже носящего это имя.

### Жестокие меры Карла в отношении саксов. Крещение Видукинда
Карл собрал новую армию, явился в Верден, вызвал к себе саксонских старейшин и принудил их выдать 4500 зачинщиков мятежа. Все они в один день были обезглавлены, однако Видукинд успел бежать. В том же 782 году был обнародован так называемый «Капитулярий об областях Саксонии» (лат. Capitulario de partibus Saxoniae), который вводил церковную десятину и предписывал наказывать смертью отступление от верности королю и всякое нарушение общественного порядка, включая убийство франкского воина или священника, или же отказ от крещения и возвращение к языческим обрядам. Жестокость подобных законов вызвала осуждение даже со стороны учёного советника Карла англосакса Алкуина.
В 783 году сражения при Детмольде и на реке Хаза, близ Оснабрюка, принесли победу Карлу Великому. Следующие два года Карл почти не покидал Саксонию. В ходе этой упорной войны он бил саксов в открытых сражениях и в карательных рейдах, брал сотни заложников, которых увозил из страны, уничтожал селения и фермы непокорных. Зима 784—785 года, в отличие от предыдущих зим, являвшихся для Карла временем отдыха, была также проведена им в Саксонии, в Эресбурге, куда он переселился вместе с семьёй. Летом 785 года франки перешли Везер. Обескровленный многими поражениями Видукинд запросил пощады и завязал с Карлом переговоры в Бернгау. Осенью вожди саксов Видукинд и Аббион явились, наконец, ко двору Карла в Аттиньи, крестились (причём Карл был крёстным отцом Видукинда), присягнули в верности и получили из его рук богатые дары. Это был переломный момент в Саксонской войне. В хронике под 785 годом было записано, что король франков «подчинил всю Саксонию». После этого сопротивление побеждённых стало ослабевать.

### Карл подчиняет лангобардские герцогства в Италии
После похода Карла в Италию страна представляла собой, за исключением областей франкских и церковных, ещё две лангобардские области: герцогства Сполето и Беневенто. Первое скоро подчинилось Каролингам, но Беневенто, защищённый горами Абруццо с севера, мог долее удерживать самостоятельность. Война с Беневенто представлена Эйнхардом крайне упрощённо, причём он всё пытается свести к страху Арехиса перед Карлом. В действительности, война была долгой: беневентцы непрерывно восставали и франкам приходилось вновь совершать карательные походы в их страну. Герцог Беневента Арехис был женат на дочери Дезидерия Адельперге и поэтому считал себя единственным наследственным представителем прав лангобардов. В особенности с тех пор, как Адельхиз, сын Дезидерия, нашёл себе приём в Константинополе и получил здесь сан патрикия, сношения Беневента с империей и образование здесь византийской партии были весьма естественными. Карл, знавший о планах соперника от папы Адриана, решил подчинить себе остатки королевства Дезидерия.
В конце 786 года Карл выступил против Арехиса. Тот, не получив поддержки от союзников, направил к Карлу в качестве заложника своего старшего сына Румольда с богатыми дарами с целью остановить нападение Карла на свою территорию. Карл, приняв заложника, всё же перешёл границу и прибыл в Капую. Арехис, отступив к Салерно, направил Карлу в качестве заложников своего второго сына Гримоальда и двенадцать знатных лангобардов, обещая полное повиновение. Карл, согласившись, отпустил в Беневент старшего сына герцога, отправив с ним своих уполномоченных для принятия присяги от Арехиса и его народа, с выплатой ежегодной дани. Однако как только Карл ушёл из Италии, Арехис нарушил клятву и заключил союз с Византией для ведения дальнейших боевых действий против Карла. Одновременно с этим Адельхиз, сын Дезидерия, направился со своей армией к Тревизо и Равенне, чтобы подчинить север страны. Все военные достижения Карла были поставлены под угрозу. Но 26 августа 787 года Арехис неожиданно умер, причём за месяц до этого скончался его сын Румольд, что привело к провалу византийско-беневентский договор, тем более, что второй сын Арехиса, Гримоальд, всё ещё находился в качестве заложника у Карла.
Адельхиз, сын Дезидерия, после смерти своих сторонников пытался продолжить начатые против Карла действия, вступив в контакт с Адельпергой, вдовой Арехиса, и начав наступление на папские владения. В ответ Карл, несмотря на призывы папы о помощи, а именно, идти обратно в Италию и продолжать удерживать Гримоальда заложником, поступил противоположным образом. Он не пошёл в Италию и отпустил Гримоальда. Впоследствии это действие помогло Карлу, так как когда началась война с Византией, Гримоальд поддержал франкскую армию, что привело Карла к победе, в результате которой он завладел Истрией.

### Подчинение Баварии
Развязав себе руки в Саксонии и Италии, Карл обратился против баварского герцога Тассилона III, старого союзника лангобардов. Летом 787 года он окружил Баварию с трёх сторон войсками и потребовал от герцога возобновить вассальные обязательства, и 3 октября тот явился по его требованию на собрание в Вормсе, где повторил присягу, данную ещё покойному Пипину, и выдал заложников, в том числе, своего старшего сына и соправителя Теодона III. Герцогство было торжественно передано Карлу, который уступил его Тассилону уже в качестве бенефиция, но вся баварская аристократия дала при этом клятву верности королю. Но Тассилон, которого его жена Лиутберга, дочь Дезидерия, постоянно подбивала к измене, вступил в 782 году в союз с аварами Паннонии, что грозило нарушить складывающееся на западе равновесие.
Через год, в 788 году, на генеральном сейме в Ингельгейме, Тассилона заставили признаться в плетении интриг вместе со своей женой и приговорили к смертной казни, которую Карл заменил заточением в монастырь в Жюмьеже. Такая же участь была предназначена его жене и детям. Что касается герцогства, Карл включил его в королевство, разделил на несколько графств, подчинив их власти единого префекта, назначив на этот пост своего двоюродного брата Герольда. При этом Карл присоединил к своей территории южнославянские области Карантанию и Крайну. Но прежде чем предпринять полную оккупацию, франкский король выслал многих представителей баварской знати. По-видимому, у Карла были сложности в процессе полного подчинения страны, поскольку спустя шесть лет (в июне 794 г.), во время генерального сейма во Франкфурте, Тассилон был вызволен из монастыря на кратковременный срок и доставлен в город для повторного отказа от притязаний на власть.

### Поход против славян
В 789 году Карл совершил экспедицию для защиты мекленбургских ободритов против славянского племени лютичей (вильцев). Франки навели два моста через Эльбу, перешли реку и при поддержке союзников (саксов, фризов, ободритов и лужицких сербов) нанесли страшный удар лютичам. Согласно летописям, те дрались упорно, но устоять перед огромными силами противников не смогли. Карл гнал вильцев до реки Пены, уничтожая всё на своём пути. Их столица капитулировала, а князь Драговит покорился и дал заложников.

### Война с аварами
Затем началась тяжёлая война против аваров, продолжавшаяся с 791 по 803 годы. По свидетельству Эйнхарда, она была самой значительной и ожесточённой после саксонской и потребовала от франков очень больших издержек. Авары находились в союзе с Тассилоном. Обещав ему вторгнуться на территорию франков в 788 году, они выполнили своё обязательство (не зная о свержении Тассилона). В августе 791 года созванная в Регенсбурге армия Карла тремя различными путями вторглась в страну аваров и дошла до Венского леса, где были их главные укрепления. Покинув свой лагерь, авары бежали в глубь страны, франки преследовали их до впадения реки Рабы в Дунай. Дальнейшее преследование прекратилось вследствие массового падежа лошадей. Армия вернулась в Регенсбург, нагруженная добычей.

### Новое восстание саксов
В 792 году сын Карла от его первой жены Химильтруды Пипин, прозванный Горбатым, узнав, что он отстранён от наследования, поднял восстание. Он сумел увлечь за собой несколько графств, но потерпел поражение. Весь год Карл провёл в Регенсбурге, но от нового похода против авар его отвлекло восстание саксов. Размах его превзошёл даже события 785 года, и в 793 году крупное франкское войско было разбито в устье Везера. К саксам присоединились фризы (их вождями были Унно и Эйлрад) и славяне. Повсюду были разрушены храмы и перебиты франкские гарнизоны. Сразу после Пасхи 794 года Карл и его сын Карл Юный во главе двух армий вторглись в Саксонию. Видя себя окружёнными, саксы массами бросились к Эресбургу, принесли клятвы верности, дали заложников и вернулись к христианству. Осенью 795 года король с сильной армией вновь опустошил Саксонию и дошёл до нижней Эльбы. Узнав, что саксы убили его союзника, князя ободритов Вышана, он подверг страну вторичному опустошению, взял 7070 заложников и возвратился во Франкское государство. Едва он ушёл, восстали саксы в Нордальбингии. Карл должен был обратиться против них.

### Новое восстание на севере
В 793 году на севере вновь вспыхнуло восстание, которое охватило не только Саксонию, но и другие территории, на которых жили фризы, авары и славяне. С 794 по 799 год здесь велась война, сопровождавшаяся массовыми захватами заложников и пленных, с последующим их переселением в качестве крепостных во внутренние области государства. Сопротивление саксов шло с большим ожесточением, особенно в Вихмодии и Нордальбингии.
Желая достичь победы над ними, Карл заключил союз с ободритами и вместе с семьёй провёл зиму 797/798 года в Саксонии, на Везере, где разбил лагерь, а по сути выстроил новый город с домами и дворцами, назвав это место Герсталь (Герштель), то есть «Стоянка армии». Весной с войском он подошёл к Миндену и опустошил всю область между Везером и Эльбой, в то время как его союзники ободриты успешно воевали в Нордальбингии.
В 799 году был ещё один поход Карла вместе с сыновьями в Саксонию, в котором сам король не проявил никакой активности.

### Продолжение войны с аварами
Война с аварами шла с переменным успехом. Франкскому королю потребовалось мобилизовать все свои силы и заключить союз с южными славянами (как и ранее в войне с саксами) для противостояния кочевникам. Анналы королевства франков под 796 годом так описывают одно из важнейших событий этой войны: франки под предводительством юного сына Карла Пипина в союзе с хорутанским князем Войномиром возобновили войну против аваров и взяли «столицу» их каганов, фактически представлявшую собой гигантский укреплённый лагерь (ринг), расположенный у слияния Дуная и Тисы, и захватили там богатую добычу, вывезенную обозом из пятнадцати огромных телег, каждую из которых тащила четвёрка волов. Сокровища аваров, накопленные за несколько столетий грабительских походов, позволили Карлу до конца жизни не скупиться при строительстве дворцов и храмов.
После этого похода, по словам Эйнхарда, в Паннонии не осталось в живых ни одного её обитателя, а место нахождения резиденции кагана не сохранило и следов человеческой деятельности. Народ аваров, в течение нескольких столетий мешавший многим в Восточной Европе, перестал существовать, а их земля спустя столетие была заселена кочевниками-мадьярами. Полоса земли, идущая от Энса до Винервальда, была постепенно захвачена переселенцами из Баварии и превратилась в Восточную марку, ставшую ядром будущей Австрии.

### Продолжение войны с саксами
Тем временем Карл Великий с сыновьями, Карлом Юным и Людовиком, воевал в Саксонии. Армия прошла всю страну вплоть до Нордальбингии, а затем возвратилась в Ахен с заложниками и большой добычей.
В конце лета — начале осени Карл организовал грандиозную экспедицию в Саксонию по суше и по воде; опустошая всё на своём пути, он подошёл к Нордальбингии. Со всех сторон страны к нему сбежались саксы и фризы, дав большое число заложников. В ходе экспедиции Карл расселил в Саксонии франков, а многих саксов увёл с собой в Галлию. Всю зиму он провёл здесь, занимаясь саксонскими делами.
Карл Великий сумел начать подготовку будущего, издав в 797 году новый «Саксонский капитулярий» (лат. Capitulare Saxonicum), которым отменялся режим террора, установленный капитулярием 785 года, и вводилось прогрессивное равенство саксов и франков перед законом. В Миндене, Оснабрюке, Фердене, Бремене, Падерборне, Мюнстере и Хильдесхайме были учреждены саксонские епископские кафедры, принадлежащие отчасти к кёльнскому, отчасти к майнцскому диоцезам.
Весной 798 года франки подвергли полному опустошению земли между Везером и Эльбой. Одновременно ободриты под командованием князя Дражко и франка Эбуриса разбили нордальбингов на поле Свентана, перебив до 4000 человек. После этого Карл Великий смог вернуться домой, ведя за собой до полутора тысяч пленных.
Летом 799 года король вместе с сыновьями отправился в последний поход против саксов. Сам он оставался в Падерборне. Тем временем Карл Юный завершил усмирение Нордальбингии. Как обычно, Карл вернулся во Францию, ведя с собой множество саксов с жёнами и детьми для расселения их во внутренних областях государства.

### Военные действия в Бретани
Авторитет короля был почти незыблем в Нейстрии и Австразии, но Карлу оставалось ещё замирить юг Галлии и её крайний запад. Карл неоднократно вторгался в Бретань. На подступах к ней в конце 770-х годов возникла пограничная марка с центром в Ванне, включавшая также города Ренн, Тур и Анжер. В 786 году в Бретань вторглись войска сенешаля Адульфа, а в 799 году префект Бретонской марки Ги Нантский, представитель влиятельного австразийского рода Ламбертидов, воспользовавшись раздором среди бретонских вождей, осуществил решающую экспедицию на полуостров. В 800 году вожди бриттов принесли Карлу клятву верности в Туре. Но эта страна не покорилась до конца, сохранив собственные религиозные нравы и обычаи. Уже через несколько лет возникла необходимость в новой кампании. Она была проведена в 811 году и показала всю непрочность власти франков в этом регионе.

### Карл Великий — император Запада
Осенью 800 года Карл отправился в Рим, где знатные римляне устроили заговор против папы Льва III, арестовав его во время торжественной процессии. Угрожая ослеплением, они требовали от Льва отречься от сана, однако папе удалось сбежать из города и добраться до Падерборна, где в это время находился Карл. По совету Алкуина, Карл обещал папе поддержку. Карл провёл в Риме почти полгода, разбирая распри между папой и местной знатью. 25 декабря он слушал праздничную мессу в базилике Святого Петра, где папа Лев неожиданно приблизился к своему гостю и возложил ему на голову императорскую корону. Все находившиеся в соборе франки и римляне дружно воскликнули: «Да здравствует и побеждает Карл Август, Богом венчанный великий и миротворящий римский император». Хотя всё это не стало для Карла неожиданностью, он, по свидетельству Эйнхарда, первое время делал вид, что недоволен «самовольным» поступком папы, а позже даже утверждал, что, знай он заранее о намерениях Льва III, он бы в тот день не пошёл в церковь, невзирая на Рождество. Делал он это, как видно, для того, чтобы успокоить Константинопольский двор. Ненависть ромейских императоров, тотчас возникшую, Карл, впрочем, перенёс с великим терпением.
В конце концов византийским императорам пришлось признать новый титул владыки франков. В сложившейся обстановке наметился брачный союз между императрицей Ириной и Карлом, с целью соединить, таким образом, Восток и Запад. Западные послы должны были прибыть в Константинополь осенью 802 года для обсуждения этого вопроса, но 31 октября в византийской столице произошёл дворцовый переворот, лишивший Ирину власти. Престол занял Никифор I, который отказался признать Карла в качестве императора, однако для отвода глаз послал в Ахен с приветственным письмом митрополита Михаила. В ответ Карл после довольно продолжительной войны (806—810) овладел Венецией и Далмацией и, благодаря союзу с багдадским халифом аль-Амином, заставил Никифора, который вёл войну в Болгарии, пойти в 810 году на мирные переговоры. Через 12 лет после начала конфликта византийский император Михаил I, преемник погибшего в Болгарии Никифора, формально признал новый титул императора, в расчёте на поддержку Запада в борьбе с болгарами. За это Карл уступил Михаилу в 811 году Венецию и Далмацию. Но законность признания титула оспаривалась византийцами в XII и XIII вв.
Сам же Карл, придавая немалое значение своему новому титулу, потребовал после коронования новой присяги (802) и подчёркивал своё положение Богом поставленного попечителя о благе народа и церкви. Полный титул Карла, впервые зафиксированный в документах 29 мая 801 года, звучал так: «Его августейшая милость Карл, коронованный Богом, великий и миролюбивый император, правящий Римской империей, и милостью Божией король франков и лангобардов» (лат. Karolus serenissimus augustus a Deo coronatus magnus pacificus imperator Romanum imperium gubernans qui et per misericordiam dei rex Francorum atque Langobardorum).

### Конец войны с саксами и первые столкновения с данами
В 804 году была окончена многолетняя и изнурительная саксонская война. Карл прибыл в Гольденштедт и переселил из Нордальбингии 10 000 саксонских семей во внутренние области государства. Обезлюдевшая Нордальбингия была передана ободритам. Продолжительные и тяжёлые войны Карла с саксами, сопровождавшиеся насильственной христианизацией последних, сделали его духовным предтечей крестоносцев классического Средневековья.
На рубеже VIII—IX веков франки впервые столкнулись с данами. С конца 799 года парусные суда датских викингов стали появляться у берегов Вандеи. В 804 году король Южной Дании Годфред собрал крупное войско и флот в Слиесторпе (Хедебю), на границе с Саксонией, намереваясь напасть на франков. Противники вели переговоры, результат которых неизвестен, но, вероятно, прямое столкновение было предотвращено.
Более активно Годфред действовал в 808 году: он напал на страну ободритов и опустошил её так, что ободриты вынуждены были просить о мире, обещая платить ему дань. Во время похода Годфред стёр с лица земли один из важнейших центров западно-балтийской торговли Рерик и вывез из него ремесленников и купцов в Хедебю. Сразу после похода он построил Даневирке — систему укреплений на границе с саксами по северному берегу реки Айдер, основной которых стал вал «от западного океана до восточного залива, ведущего в Балтийское море», с одними воротами, чтобы пропускать всадников и повозки. Со своей стороны, франки в Нордальбингии, вновь отобранной у ободритов, построили несколько крепостей; так было положено начало Датской пограничной марке.
Борьба за торговые пути и за влияние на североморско-балтийскую торговлю объясняет и следующую известную акцию Годфреда: в 810 году с сильным флотом из 200 кораблей он прошёл по побережью Фризии, одерживая победы, и вернулся, получив выкуп в 100 фунтов серебра. Опасность приблизилась на расстояние нескольких дневных конных переходов от Ахена, как раз в то время, когда Карл был занят в Нордальбингии укреплением Датской марки, в борьбе против беспокойных датчан. Обеспокоенный император франков собрал флот для похода в Данию, но необходимость в нём неожиданно отпала: в том же году Годфред был убит своим дружинником, и власть оказалась в руках его племянника Хемминга. Далеко не столь воинственно настроенный, Хемминг согласился на мирные переговоры, и в 811 году заключил договор, которым подтверждалась незыблемость южной границы Дании по реке Айдер. Тем не менее, для отражения дальнейших набегов Карл велел строить корабли на реках, протекавших по Галлии и Северной Германии. Во всех портах и устьях судоходных рек по его приказу были устроены стоянки для судов и выставлены сторожевые корабли, дабы предупредить вторжение неприятеля.

### Внутренняя политика
Своими успешными войнами Карл раздвинул границы Франкского государства на огромное расстояние, более чем вдвое увеличив его территорию. Столь же неутомимо, входя во все мелочи, заботился он об улучшении государственного устройства, о материальном и духовном развитии своего государства. Военное могущество последнего он значительно усилил посредством упорядочения сбора ополчения, в результате чего численность армии, по подсчётам французского историка Филиппа Контамина, могла составлять до 100 тыс. чел, в том числе 36 тыс. всадников, а границы укрепил военной организацией марок (лат. marca), управляемых маркграфами.
В конце VIII века вся территория страны была разделена на округа (лат. missatica). Он уничтожил казавшуюся ему опасной для короля власть герцогов. Отдельными округами теперь управляли графы (лат. comes), наделённые административными, финансовыми, военными и, отчасти, судебными функциями, помощниками которых были виконты (лат. vicecomites), викарии (лат. vicarii) и сотники (лат. centenarii). Параллельно графам, власть на местах осуществляли личные вассалы императора (лат. vassi dominici), не только охранявшие его посланцев и сопровождавшие военачальников, но и совершавшие инспекционные поездки по всей стране.
Как сообщает Гинкмар в трактате «Об устройстве дворца», два раза в год — в конце весны или в начале лета и осенью — вокруг самого императора собирались государственные сеймы; на весенний могли являться все свободные люди, на осенний приглашались только наиболее важные «советники» государя, то есть люди из придворного круга, высшей администрации и высшего духовенства. На осеннем собрании обсуждались различные вопросы государственной жизни и составлялись по ним решения, получившие форму так называемых капитуляриев. На весеннем собрании капитулярии представлялись на одобрение собравшихся; здесь же государь получал от съехавшихся сведения о состоянии управления, о положении и нуждах той или иной местности. По данным французского историка-медиевиста Рене Мюссо-Гулара, если до своей коронации в Риме Карл обнародовал всего 9 капитуляриев, то после — целых 47.
Карл много заботился о сельском хозяйстве и об управлении дворцовыми имениями; от него остались подробные и обстоятельные постановления, касающиеся этого управления (Capitulare de villis). По приказанию Карла осушались болота, вырубались леса, строились монастыри и города, а также великолепные церкви и дворцы, например, в Неймегене, в Ингельгейме и в Падерборне. Затеянное в 793 году устройство канала между Редницем и Альтмюлем, которым соединились бы Рейн и Дунай, Северное и Чёрное моря, осталось неоконченным.
По сути, Карл положил начало т. н. «Каролингскому возрождению». По утверждениям придворных биографов, император франков приказал составить грамматику народного языка, в которой установил франкские названия месяцев и ветров, а также велел собирать по всей стране народные песни. Он окружал себя учёными, такими как Алкуин, Павел Диакон, Эйнхард, Рабан Мавр, Теодульф, и, пользуясь их советами и содействием, стремился дать образование духовенству и народу. По словам одного из своих биографов Ноткера Заики, он желал иметь своими сподвижниками «хотя бы двенадцать клириков, столь образованных во всех областях знаний, какими были Иероним и Августин». В особенности Карл заботился об устройстве школ при церквах и монастырях; при своём дворе он устроил род академии, получившей у историков название Палатинской, для образования своих детей, а также придворных и их сыновей. Эта дворцовая школа, в преподавании которой Алкуин утвердил «семь свободных искусств», играла роль школы государственного управления, в которой юные аристократы и взятые в заложники сыновья покорённых правителей приобретали начальные знания по истории, праву, латыни и пр.
Вопрос об образованности самого Карла является предметом давних дискуссий среди историков, и если раньше его считали вовсе неграмотным, сегодня более распространена точка зрения, согласно которой он в зрелые годы выучился хотя бы читать, а также говорить на латыни и понимать на слух греческую речь, однако латинское письмо при этом так и не освоил. Помимо познаний в литературе, истории, астрономии и богословии, император франков проявлял интерес к географии: по словам Эйнхарда, в его покоях находился круглый стол с изображением карты мира, исполненной в виде трёх кругов и отличавшейся тщательной прорисовкой деталей.
В 794 году на месте термального курорта кельтов и римлян в Ахене, Карл начал строительство огромного дворца, получившего, согласно «Хронике Муссака», название Латеранского и законченного в 798 году. Превратившись сначала в зимнюю резиденцию Карла, Ахен постепенно стал постоянной резиденцией, а с 807 года — постоянной столицей империи.
Карл укрепил денежную систему страны, введя королевскую монополию на чеканку монеты и серебряный монометаллизм: золотые солиды выпускались лишь в виде исключения. Серебряный ливр Карла весил 491 граммов и состоял из 240 денье, или 20 су по 12 денье, каждое из которых стало весить 1,7 грамма. Проявив заботу о единстве мер и веса, Карл ввёл стабильную весовую единицу — фунт, или ливр, и также меру жидкостей и сыпучих тел — модий, равный примерно 52 литрам, или 16 секстариям; причём эталон этой меры был выставлен в императорском дворце.
Слава Карла распространилась далеко за пределами его владений. Посольства из чужих земель часто появлялись при его дворе, как, например, посольство Харун ар-Рашида, доставившее 20 октября 802 года властителю франков богатые подарки, включая слона, названного Абуль-Аббасом.

### Церковная политика
Оказывая энергичное содействие распространению христианства и считая себя защитником церкви, Карл стремился вписать её в структуру управления империей, сделав её служителей проповедниками своих идей. Покровительствуя духовенству, он сохранял за собою, однако, полную церковную власть: лично назначал епископов и аббатов, созывал духовные соборы, постановлял на сеймах решения, касавшиеся церковных дел. Он упорядочил церковную организацию, подчинив приходы епископам, а епископства объединив в митрополии, впервые восстановленные им с начала VIII века, на основании полученного ещё в 774 году из Рима списка провинций Поздней Римской империи. В конце его правления в империи насчитывалась 21 митрополия: Римская, Равеннская, Миланская, Фриульская, Градоская, Кёльнская, Майнцская, Зальцбургская, Трирская, Сансская, Безансонская, Лионская, Руанская, Реймсская, Арльская, Вьенская, Тарантезская, Амбрёнская, Бордоская, Турская и Буржская.
Согласно подсчётам современных исследователей, за годы правления Карла в стране построено было 27 кафедральных соборов и основано 232 монастыря.
С целью материального обеспечения церкви, Карл возвратил епископам земельные владения, отнятые его предшественниками, и придал десятине статус обязательного налога. Во всех монастырях он ввёл Устав Святого Бенедикта. Богослужение при нём было унифицировано на основе литургии, принятой в Риме, возрождена была также практиковавшаяся в древности публичная форма покаяния. На Франкфуртском соборе 794 года Карл добился осуждения ереси адопционизма, проповедовавшейся епископом Феликсом Уржельским. Также в постановлениях этого собора осуждено было иконопочитание, утверждённое Вторым Никейским собором 787 года.
В ноябре 809 года в императорском дворце в Ахене состоялся поместный собор иерархов Франкского государства, рассматривавший проблемы, связанные с богословской формулой о филиокве. Собор принял добавление к Никео-Цареградскому Символу веры, уточнявшее, что Святой Дух нисходит не только от Бога-Отца, но и от Сына, в соответствии со взглядами Алкуина, незадолго до своей смерти в 804 году изложившего их в трактате «De Fide sanctae et individuae Trinitatis».

### Заботы о преемственности
6 февраля 806 года Карл Великий обнародовал документ Divisio Regnorum («О разделе королевства»), разделив империю между своими тремя сыновьями. Людовику должны были отойти Аквитания, Гасконь и Бургундия, Пипину — Италия и Германия к югу от Дуная, а Карлу Юному — Нейстрия, Австразия и Германия к северу от Дуная. При этом передача кому-то из наследников императорского титула не была предусмотрена. Но в 810 году умер Пипин, а в 811 году — Карл Юный. Наследником Пипина стал Бернард (король Италии), а Карл Юный не оставил наследников.
Незадолго до смерти, в 813 году, Карл призвал к себе Людовика, единственного оставшегося в живых своего сына от Гильдегарды, и, созвав торжественное собрание знатных франков всего королевства, 11 сентября назначил его, с общего согласия, своим соправителем и наследником, а затем возложил ему на голову корону в Ахенском соборе и приказал впредь именовать его императором и августом.

### Смерть Карла Великого
Вскоре после этого, сражённый сильной лихорадкой, Карл Великий слёг в постель. В начале января 814 года к лихорадке присоединился плеврит, и 28 января император умер. Он был похоронен в построенной им же дворцовой церкви Ахена.
29 декабря 1165 года по настоянию императора Фридриха I Барбароссы поставленный им антипапа Пасхалий III (1164—1168) канонизировал Карла Великого, что 28 января 1166 года подтверждено было грамотой самого германского императора. Однако находившийся в конфликте с последним папа Александр III (1159—1181) так и не признал Карла святым, а позже к вопросу канонизации императора франков в Риме не возвращались. Несмотря на это, Карл Великий почитается в Ахене как святой покровитель города.

### Семья
- с 768 года — Химильтруда (или Гимильтруда), дочь Девума I (Devum I), графа Бургундского. Развод.
  - Пипин Горбатый (769/770—811). В 792 году участвовал в заговоре против отца, но неудачно. Был заточён отцом в Прюмский монастырь[145].
  - Rothais, (784 — ?)
- с 770 года — Дезидерата (747—776), дочь Дезидерия, короля лангобардов. Развод в 771 году.
- с 771 году — Хильдегарда (или Гильдегарда; 758 — 30 апреля 783), дочь Жерольда I, графа Англахгау.
  - Карл Юный (772 — 4 декабря 811), герцог Ингельма.
  - Аделаида (773—774). Умерла во младенчестве.
  - Ротруда (775 — 6 июня 810). Имела связь с графом Роргоном I (? — 839/840).
  - Пипин (777 — 8 июня 810), король Италии (781—810).
  - Лотарь (август 778 — 6 февраля 779). Близнец с Людовиком, умер ребёнком.
  - Людовик I Благочестивый (август 778 — 20 июня 840), император Запада (813—840), король франков (814—840), король Аквитании (781—813), король Алемании (833—840)[146].
  - Берта (779—823). Вышла замуж за графа Ангильберта (750—814).
  - Гизела (781—808). Замужем не была.
  - Хильдегарда (782—783). Умерла во младенчестве.
- с октября 783 года — Фастрада (765 — 10 октября 794), дочь восточно-франкского графа Радольфа.
  - Тетрада (785—853), аббатиса Аргентьель.
  - Гильтруда (787 — ?), аббатиса Фармотье.
- с 794 года — Лиутгарда (776 — 4 июня 800).
  - Эмма (? — 837).
  - Ротильда (? — 852).
- с 808 года — Герсвинда Саксонская (782—834).
  - Адальтруда.

Кроме шести жён известны три любовницы Карла Великого и несколько детей-бастардов.
- Мальтегарда.
  - Ротильда (Рудхильд) (790—852), аббатиса Фармотье.
- Регина.
  - Дрогон (17 июня 801 — 8 декабря 855), епископ Меца.
  - Гуго (802 — 14 июня 844), аббат Сент-Квентинский.
- Адалинда.
  - Теодорик (807—818).

## Оценки личности и правления Карла Великого

### Личность и внешность Карла Великого в средневековых источниках
Прижизненных портретов императора Карла не сохранилось, и многие позднейшие художники изображали его согласно своей фантазии, чаще всего в виде почтенного старца с длинными седыми волосами и бородой, каким изобразил его ещё в 1511 году Альбрехт Дюрер. По свидетельству же своего современника Эйнхарда, император франков
«обладал могучим и крепким телом, высоким ростом, однако не превосходил положенного, ибо известно, что был он семи его собственных ступней в высоту. Он имел круглый затылок, глаза большие, живые и огромные, нос чуть крупнее среднего, красивые волосы, веселое привлекательное лицо… И хотя его шея казалась толстой и короткой, а живот выступающим, однако это скрывалось соразмерностью остальных членов».
Если судить по изображениям Карла на монетах, печатях и миниатюрах IX века, а также бронзовой статуэтке из собора в Меце, он по тогдашней франкской моде носил короткую причёску, брил бороду и имел длинные усы. Волосы его, по утверждению Псевдо-Турпина (XII в.), были каштанового цвета. Голос Карла был необычно высоким для такого внушительного мужчины. С годами король начал страдать от хромоты. Повседневная одежда императора была скромной: он носил, как и остальные франки, льняную рубаху и такие же штаны, заправленные ниже колен в полотняные обмотки и ремни сандалий, а сверху надевал короткую тунику и плащ, в зимнее время подбивавшийся мехом. Лишь принимая иноземных послов и по большим праздникам он надевал диадему и дорогие одежды, сшитые по византийскому образцу. Как рассказывает Эйнхард, Карл регулярно купался, в том числе в горячих источниках, побуждая к этому также своих сыновей, придворную знать и телохранителей.
Хотя многие принимали описание богатырского телосложения Карла за эпическое преувеличение, исследования его захоронения, предпринимавшиеся ещё в Средние века, в общем и в целом, подтвердили, что по своим физическим данным он выделялся среди своих современников. Впервые его гробница, по словам Титмара Мерзебургского, Адемара Шабаннского и «Новалезской хроники», была исследована ещё в 1000 году императором Оттоном III, причём проникшие в склеп якобы нашли нетленное тело покойного не лежащим в гробу, а сидящим на троне, с золотой короной на голове и мечом и скипетром в руках. В 1165 году гробницу Карла вскрыли по распоряжению Фридриха I Барбароссы, после чего останки императора франков были временно перенесены в римский мраморный саркофаг III в. н. э., т. н. «Саркофаг Прозерпины», украшенный барельефом с изображением богини Персефоны. В 1215 году они были извлечены оттуда Фридрихом II и помещены в новую раку, т. н. «Карлсшрайн», сохранившуюся до наших дней.
Основательно гробница Карла была исследована в 1861 году, причём учёные реконструировали его скелет, предварительно оценив рост покойного в 195 см (6 футов 5 дюймов). Новое вскрытие гробницы императора в Ахенской капелле негласно осуществлено было западногерманскими учёными в 1988 году. Извлечённая тогда из саркофага большая берцовая кость в 2010 году исследована была методами рентгенографии и компьютерной томографии, которые показали, что настоящий рост покойного, при массе тела 78 кг, должен был составлять 1,84 метра (6 футов 0,44 дюймов). Но даже в этом случае император франков заметно возвышался над своими современниками, так как средний рост мужчин того времени составлял 1,69 метра (5 футов 7 дюймов). Вместе с тем, ширина костей скелета Карла говорит о том, что он, подобно русскому царю Петру I, был довольно худощавым.
«Король был очень прост и умерен в своих привычках, — сообщает биограф. — В обычные дни наряд его мало отличался от одежды простолюдина. Вина он пил мало и ненавидел пьянство. Обед его в будни состоял всего из четырёх блюд, не считая жаркого, которое сами охотники подавали прямо на вертелах и которое Карл предпочитал всякому другому яству. Во время еды он слушал музыку или чтение. Его занимали подвиги древних, а также сочинение святого Августина „О граде Божием“… Был он красноречив и с такой лёгкостью выражал свои мысли, что мог сойти за ритора. Не ограничиваясь родной речью, Карл много трудился над иностранными языками и, между прочим, овладел латынью настолько, что мог изъясняться на ней, как на родном языке; по-гречески более понимал, нежели говорил. Прилежно занимаясь различными науками, он высоко ценил учёных, выказывая им большое уважение. Он сам обучался грамматике, риторике, диалектике и в особенности астрономии, благодаря чему мог искусно вычислять церковные праздники и наблюдать за движением звёзд. Пытался он также писать, и с этой целью постоянно держал под подушкой дощечки для письма, дабы в свободное время приучать руку выводить буквы, но труд его, слишком поздно начатый, имел мало успеха.»

### Оценка личности Карла Великого в Средние века и Новое время
Выдающийся государственный деятель, успешный полководец и создатель империи, Карл ещё при жизни стал мифом, сделавшись и в народной памяти, и в литературном предании персонажем не столько историческим, сколько имагинарным[уточнить]. Многие императоры и короли, особенно во Франции и германских землях, начиная с Оттона I (962—973), стремились ему подражать или, по крайней мере, на него ссылаться. Во многом этому способствовали биографы вроде Эйнхарда или Ноткера, а также завоевавшая себе немалую популярность в рыцарской среде «Песнь о Роланде». Мифологизация образа Карла, по словам французского медиевиста Жака Ле Гоффа, происходила по трём направлениям: пространственному, как объединителя народов, институциональному, как создателя учреждений и издателя законов, и культурному, как покровителя наук и искусств. При этом практически не принимался во внимание очевидный для всех грех полигамии, не помешавший церкви провозгласить его местночтимым святым.
По свидетельству Клеменса фон Меттерниха, Наполеон I очень высоко оценивал Карла Великого, считая себя преемником этого монарха:
«Героями его были Александр, Цезарь и прежде всего Карл Великий. Он претендовал на место преемника этого последнего, преемника не только в силу факта, но и по праву, и эта мысль особенно занимала его».
В новейшее время образ Карла Великого активно использовался в государственной пропаганде, в частности, последним кайзером Германской империи Вильгельмом II и диктатором нацистской Германии Адольфом Гитлером.

## В кино
- «Карл Великий» (фр. Charlemagne, le prince à cheval) — мини-сериал режиссёра Клайва Доннера[англ.] (Франция, Италия, Германия, 1993), в главной роли — Кристиан Брендель.

### Исследования
- Мельгунов С. П. Карл Великий. — М.: Тип. Вильде, 1901. — 73 с.
- Беркут Л. Н. Карл Великий и франкская образованность и литература его времени. — Варшава: Тип. Варш. учеб. округа, 1912. — 46 с.
- Вязигин А. С. Идеал «Божьего царства» и монархия Карла Великого. — СПб.: Сенатская тип., 1912. — viii, 200 с.
- Лебек Стефан. Происхождение франков. V—IX века / Пер. с франц. В. Павлова. — М.: Скарабей, 1993. — 352 с. — (Новая история Средневековой Франции). — ISBN 5-86507-001-0.
- Левандовский А. П. Карл Великий. Через Империю к Европе. — М.: Соратник, 1995. — 272 с. — (Серия избранных биографий). — ISBN 5-87883-014-0.
- Левандовский А. П. Карл Великий. — М.: Молодая гвардия, 1999. — 244 с. — (Жизнь замечательных людей). — ISBN 5-235-02309-9.
- Карл Великий. Реалии и мифы: Сб ст. / Отв. ред. А. А. Сванидзе. — М.: ИВИ РАН, 2001. — 232 с. — ISBN 5-94067-027-Х.
- Хэгерманн Дитер. Карл Великий / Пер. с нем. В. П. Котелкина. — М.: ООО «Издательство АСТ»; ООО «Транзиткнига», 2005. — 684 с. — (Историческая библиотека). — ISBN 5-17-018682-7, 5-9578-2503-4.
- Мюссо-Гулар Рене. Карл Великий / Пер. с франц. Е. В. Морозовой. — М.: Весь мир, 2003. — 176 с. — (Весь Мир Знаний). — ISBN 5-7777-0250-3.
- Лэмб Гарольд А. Карл Великий. Основатель империи Каролингов. — М.: ЗАО «Центрполиграф», 2010. — 352 с. — (Владыки мира). — ISBN 978-5-9524-4784-4.
- Пиренн Анри. Империя Карла Великого и Арабский халифат. Конец античного мира. — М.: ЗАО «Центрполиграф», 2011. — 356 с. — ISBN 978-5-9524-4969-5.
- Лависс Эрнест, Блок Гюстав и др. История Франции в Раннее Средневековье / Пер. с франц. О. А. Добиаш-Рождественской. — СПб.: Евразия, 2018. — 578 с. — ISBN 978-5-8071-0363-5.
- Волков А. В. Карл Великий. Тайны престола франков. — М.: Вече, 2021. — 464 с. — (Лучшие биографии). — ISBN 978-5-4484-3009-1.

- Epperlein Siegfried. Karl der Große: eine Biographie. — 4. Aufl. — Berlin: Deutscher Verlag der Wissenschaften, 1974. — 163 S.
- Bauer Hans. Reise in die Karolingerzeit. — Leipzig: Prisma-Verlag, 1974. — 219 p.
- Halphen Louis. Charlemagne et l’Empire carolingien. — Paris: Albin Michel, 1979. — 508 p. — (L'évolution de l’humanité).
- Chamberlin Eric Russell. The Emperor Charlemagne. — London: Franklin Watts, 1986. — 245 p. — ISBN 978-0531150047.
- Collins Roger. Charlemagne. — Toronto: University of Toronto Press, 1998. — 234 p. — ISBN 978-0-333-65055-4.
- Favier Jean. Charlemagne. — Paris: Fayard, 1999. — 769 p. — ISBN 2-213-60404-5.
- Becher Matthias. Charlemagne / Transl. by David S. Bachrach. — New Haven: Yale University Press, 2003. — 170 p. — ISBN 978-0-300-10758-6.
- Barbero Alessandro. Charlemagne: Father of a Continent / Transl. by Allan Cameron. — Berkeley: University of California Press, 2004. — 426 p. — ISBN 978-0-520-23943-2.
- Charlemagne: empire and society. Edited by Joanna Story. — Manchester; New York: Manchester University Press, 2005. — xvi, 330 p. — ISBN 978-0-7190-7088-4.
- Sypeck Jeff. Becoming Charlemagne: Europe, Baghdad, and the empires of A.D. 800. — New York: Ecco, 2006. — xx, 284 p. — ISBN 978-0-06-079706-5.
- Wilson Derek A. Charlemagne. — New York: Vintage Books, 2007. — xxv, 226 p. — ISBN 978-0-307-27480-9.
- McKitterick Rosamond. Charlemagne: The Formation of a European Identity. — Cambridge: Cambridge University Press, 2008. — xviii, 460 p. — ISBN 978-0-511-39884-1.
- Hartmann Wilfried. Karl der Große. — Stuttgart: Kohlhammer, 2010. — 333 S. — (Urban-Taschenbücher, 643). — ISBN 978-3-17-018068-0.
- Fried Johannes. Charlemagne / Transl. by Peter Lewis. — London; Cambridge, MA: Harvard University Press, 2016. — xiv, 673 p. — ISBN 978-0674737396.
- Nelson Janet L. King and Emperor: A New Life of Charlemagne. — Oakland: University of California Press, 2019. — xxxvi, 668 p. — ISBN 978-0520314207.

### Справочники
- Западная Европа. // Правители Мира. Хронологическо-генеалогические таблицы по всемирной истории в 4 тт. / Автор-составитель В. В. Эрлихман. — Т. 2.
- Кудрявцев О. Ф. Карл Великий // Католическая энциклопедия. — Т. II. «И — Л». — М.: Изд-во францисканцев, 2005. — Ст. 822—824. — ISBN 5-89208-054-4.
- Сидоров А. И., Ломакин Н. А. Карл Великий // Православная энциклопедия. — Т. XXXI. — М.: Церковно-научный центр «Православная энциклопедия», 2013. — С. 147—157. — ISBN 978-5-89572-031-8.
- Chazelle Celia. Charlemagne // Medieval France: An Encyclopedia, ed. by William Kibler. — New York; London: Garland Publishing, 1995. — pp. 369—372. — ISBN 0-8240-4444-4.
- Geary Patrick J. Charlemagne // Dictionary of the Middle Ages, ed. by Josef R. Strayer. — Volume 3. — New York: Charles Scribner’s Sons, 1983. — pp. 268—269. — ISBN 0-684-17023-X.
- Fleckenstein Josef. Karl I der Große // Lexikon des Mittelalters. — Band 5. — Stuttgart; Weimar: Metzler, 1999. — Sp. 956—961. — ISBN 3-476-01742-7.

### Эпос
- Песнь о Роланде / Пер. со старофр. Ю. Б. Корнеева, изд. подгот. И. Н. Голенищев-Кутузов и др. — Л.: Наука; Ленинградское отделение, 1964. — 192 с. — (Литературные памятники).
- Отрочество Гильома / Пер. со старофр. Ю. Б. Корнеева // Песни о Гильоме Оранжском. — М.: Наука, 1985. — С. 7—84. — (Литературные памятники).
- Коронование Людовика / Пер. со старофр. Ю. Б. Корнеева // Песнь о Роланде. Коронование Людовика. Нимская телега. Песнь о Сиде. Романсеро. — М.: Художественная литература, 1976. — С. 145—214. — (Библиотека всемирной литературы, 10).

### Художественная литература
- Дюма Александр. Карл Великий. Повесть / Пер. с франц. Т. Сикачевой // Дюма А. Собрание сочинений. — Т. I. — М.: Арт-Бизнес-Центр, 1992. — С. 393—439. — ISBN 5-7287-0010-1.
- Мартов В. М. Юность Карла // Карл Великий. — М.: Армада, 1998. — С. 15—146. — (Великие властители в романах). — ISBN 5-7632-0767-X.
- Сегень А. Ю. Абуль-Аббас — любимый слон Карла Великого // Карл Великий. — М.: Армада, 1998. — С. 147—419. — (Великие властители в романах). — ISBN 5-7632-0767-X.
- Шаров К. С. Карл Великий и его время. Трагедия в стихах. — М.: МАКС Пресс, 2009. — 284 с. — ISBN 978-5-317-02687-5.
- Ветлугина А. М. Карл Великий. — М.: Вече, 2013. — 416 с. — (Коллекция исторических романов). — ISBN 978-5-444409619.